# Lijst van weg- en veldkruisen in Kerkrade
Dit is een onvolledige lijst van weg- en veldkruisen in de gemeente Kerkrade. Onder kruisen wordt verstaan: alle weg-, veld- en hagelkruisen ed. De kruisen op kerkhoven of op gevels en daken van gebouwen zijn buiten beschouwing gelaten.
Bij enkele kruisen staat het huisnummer aangegeven van de woning die erbij ligt.
| Adres                                   | Plaats                   | Plaatsingsjaar | Soort kruis | Extra informatie | Foto |
| --------------------------------------- | ------------------------ | -------------- | ----------- | ---------------- | ---- |
| Berghofstraat-Veldhofstraat             | Eygelshoven              |                |             |                  |      |
| Sint Hubertusstraat                     | Eygelshoven              |                |             |                  |      |
| Torenstraat                             | Eygelshoven              |                |             |                  |      |
| Bockstraat-Haghenstraat                 | Kerkrade                 |                |             |                  |      |
| Burgemeester Savelberglaan              | Kerkrade                 | 1911           |             |                  |      |
| Doctor Kreijenstraat                    | Kerkrade                 |                |             |                  |      |
| Kerkradersteenweg (bij nr. 65)          | Kerkrade                 |                |             |                  |      |
| Kieskoel-Klinkstraat                    | Kerkrade                 |                |             |                  |      |
| Bleijerheidestraat (bij nr. 71)         | Kerkrade-Bleijerheide    |                |             |                  |      |
| Doctor Arckensplein                     | Kerkrade-Bleijerheide    |                |             |                  |      |
| Dumontstraat-Pannesheiderstraat         | Kerkrade-Bleijerheide    |                |             |                  |      |
| Kokelestraat-Kohlbergsgracht            | Kerkrade-Bleijerheide    |                |             |                  |      |
| Pricksteenweg-Veldkuilstraat            | Kerkrade-Bleijerheide    |                |             |                  |      |
| Sint Antoniusstraat-Voorterstraat       | Kerkrade-Bleijerheide    | 2003           |             |                  |      |
| De Linde                                | Kerkrade-Chevremont      |                |             |                  |      |
| Erensteinerbosweg                       | Kerkrade-Chevremont      |                |             |                  |      |
| Erensteinerbosweg-Zonstraat             | Kerkrade-Chevremont      |                |             |                  |      |
| Heiligenhuisstraat                      | Kerkrade-Chevremont      |                |             |                  |      |
| Baalsbruggerweg-Berenbosweg             | Kerkrade-Haanrade        |                |             |                  |      |
| Sint Pieterstraat-Vinkendwarsstraat     | Kerkrade-Haanrade        |                |             |                  |      |
| Tichelstraat-Vinkerstraat               | Kerkrade-Haanrade        |                |             |                  |      |
| Hammolenweg-Vanputsweg                  | Kerkrade-Kaalheide       | 1986           |             |                  |      |
| Heiluststraat                           | Kerkrade-Kaalheide       |                |             |                  |      |
| Heiveldstraat-Kerkradersteenweg         | Kerkrade-Kaalheide       | 1865           |             |                  |      |
| Industriestraat                         | Kerkrade-Kaalheide       | 2006           |             |                  |      |
| Kaalheidersteenweg-Schaesbergerstraat   | Kerkrade-Kaalheide       |                |             |                  |      |
| Krichelbergsweg-Krichelstraat           | Kerkrade-Kaalheide       | 1871           |             |                  |      |
| Heyendallaan-Graaf Saffenbergweg        | Kerkrade-Rolduckerveld   |                |             |                  |      |
| Kloosterlindeweg                        | Kerkrade-Rolduckerveld   | 2000           |             |                  |      |
| Melchiorstraat-Nieuwstraat              | Kerkrade-Rolduckerveld   |                |             |                  |      |
| Onze Lieve Vrouwestraat-Rolduckerstraat | Kerkrade-Rolduckerveld   |                |             |                  |      |
| Baamstraat-Hamstraat                    | Kerkrade-Spekholzerheide |                |             |                  |      |
| Calbertsweg-Grachterstraat              | Kerkrade-Spekholzerheide |                |             |                  |      |
| Drievogelstraat (bij de rotonde)        | Kerkrade-Spekholzerheide |                |             |                  |      |
| Grachterstraat-Hamstraat                | Kerkrade-Spekholzerheide |                |             |                  |      |
| Groene Kruisstraat-Apostelstraat        | Kerkrade-Spekholzerheide |                |             |                  |      |
| Hamstraat-Steenbergstraat               | Kerkrade-Spekholzerheide |                |             |                  |      |
| Kerkstraat-Patronaatstraat              | Kerkrade-Spekholzerheide |                |             |                  |      |
| Wauwelpad                               | Kerkrade-Spekholzerheide |                |             |                  |      |
| Heistraat-Rukkerweg                     | Terwinselen              |                |             |                  |      |
| Maarstraat-Schaesbergstraat             | Terwinselen              |                |             |                  |      |
| Mariastraat-Singelweg                   | Terwinselen              |                |             |                  |      |
| Oude Maar (bij nr. 10)                  | Terwinselen              | 1925           |             |                  |      |
| Singelweg-Sint Hubertuslaan             | Terwinselen              |                |             |                  |      |